# Murphy Brown
Murphy Brown é uma premiada série de televisão norte-americana, originalmente transmitida pelo canal CBS, entre 14 de novembro de 1988 a 18 de maio de 1998, com 247 episódios divididos em dez temporadas. A história gira em torno da personagem titular (Candice Bergen), uma jornalista investigativa famosa e comentarista política do FYI (For Your Information), um telejornal fictício da CBS.
A série foi indicado 62 vezes ao Emmy, levou dezoito prêmios, cinco deles foi de "Melhor Atriz de Série de Comédia" para Candice Bergen. A série também foi indicada 15 vezes ao Globo de Ouro, com duas vitórias para "Melhor Atriz de Série de Musical ou Comédia" para Candice Bergen e uma vitória de "Melhor Série de Televisão - Musical ou Comédia" em 1989.
Em janeiro de 2018, o canal CBS anunciou uma nova temporada para série de 13 episódios, com estréia para 27 de setembro de 2018.

## Enredo
Murphy Brown (Candice Bergen) é uma famosa jornalista premiada recém saída da clínica de reabitação Betty Ford, onde se internou para livrar-se da dependência ao álcool. Divorciada, com quarenta anos de idade, briguenta, competitiva e com muita garra para defender suas opiniões, Murphy é a comentarista política do telejornal FYI.
Quando ela volta para o trabalho, descobre que o novo produtor do telejornal tem pouco mais da metade da sua idade e de sua experiência. Tendo feito carreira em programas de canais públicos, Miles Silverberg (Grant Shaud) está ansioso para deixar sua marca em um veículo comercial. Mas, para tanto, ele precisa primeiro conquistar a confiança e o respeito de Murphy. Apesar de ingênuo, neurótico e temer as reações de Murphy, Miles demonstra ter pulso para comandar o telejornal.
Outra novata na equipe é Corky Sherwood (Faith Ford), ex-miss América que ficou com a vaga de Murphy enquanto ela esteve fora. Graças à audiência que ela conseguiu gerar, Corky consegue se manter no telejornal depois que Murphy retoma a seu posto. Assim, ela passa a cobrir matérias sobre temas diversos embora, na maioria das vezes, ela não entenda ‘uma vírgula’ sobre o assunto que está cobrindo.
Na equipe também estão Jim Dial (Charles Kimbrough), o mais velho e experiente do grupo que atua como âncora do telejornal. Sempre preocupado com sua reputação, Jim já deixou para trás o tempo em que desafiava seus superiores para defender suas ideologias. Isto não o impede de continuar formando suas opiniões ou de sentir saudades dos bons e velhos tempos, época em que Edward Murrow e Walter Cronkite faziam com que os jornalistas sentissem orgulho de sua profissão. Outro membro da equipe é Frank Fontana (Joe Regalbuto), um jornalista investigativo que enfrenta constantemente sua própria insegurança, a qual o impede de estabelecer seu nome. Razão pela qual ele é um dos grandes admiradores de Murphy, sua melhor amiga.
Phil (Pat Corley), é o dono do bar frequentado pela equipe do FYI, e Eldin Bernecky (Robert Pastorelli), é o pintor contratado para reformar a casa de Murphy, serviço que ele levou anos para terminar.

## Elenco
| Ator/Atriz         | Personagem                                | Temporada | Temporada | Temporada | Temporada | Temporada | Temporada | Temporada  | Temporada  | Temporada    | Temporada    | Temporada  |
| Ator/Atriz         | Personagem                                | 1         | 2         | 3         | 4         | 5         | 6         | 7          | 8          | 9            | 10           | 11         |
| ------------------ | ----------------------------------------- | --------- | --------- | --------- | --------- | --------- | --------- | ---------- | ---------- | ------------ | ------------ | ---------- |
| Candice Bergen     | Murphy Brown                              | Principal | Principal | Principal | Principal | Principal | Principal | Principal  | Principal  | Principal    | Principal    | Principal  |
| Faith Ford         | Corky Sherwood (also Forrest, Silverberg) | Principal | Principal | Principal | Principal | Principal | Principal | Principal  | Principal  | Principal    | Principal    | Principal  |
| Pat Corley         | Phil                                      | Principal | Principal | Principal | Principal | Principal | Principal | Principal  | Principal  |              | Participação |            |
| Charles Kimbrough  | Jim Dial                                  | Principal | Principal | Principal | Principal | Principal | Principal | Principal  | Principal  | Principal    | Principal    | Recorrente |
| Robert Pastorelli  | Eldin Bernecky                            | Principal | Principal | Principal | Principal | Principal | Principal | Principal  |            |              | Participação |            |
| Joe Regalbuto      | Frank Fontana                             | Principal | Principal | Principal | Principal | Principal | Principal | Principal  | Principal  | Principal    | Principal    | Principal  |
| Grant Shaud        | Miles Silverberg                          | Principal | Principal | Principal | Principal | Principal | Principal | Principal  | Principal  |              |              | Principal  |
| Lily Tomlin        | Kay Carter-Shepley                        |           |           |           |           |           |           |            |            | Principal    | Principal    | Principal  |
| Dyllan Christopher | Avery Brown                               |           |           |           |           |           |           | Recorrente | Recorrente |              |              |            |
| Jackson Buckley    | Avery Brown                               |           |           |           |           |           |           |            |            | Participação |              |            |
| Haley Joel Osment  | Avery Brown                               |           |           |           |           |           |           |            |            |              | Recorrente   |            |
| Jake McDorman      | Avery Brown                               |           |           |           |           |           |           |            |            |              |              | Principal  |
| Nik Dodani         | Pat                                       |           |           |           |           |           |           |            |            |              |              | Principal  |
| Tyne Daly          | Phyllis                                   |           |           |           |           |           |           |            |            |              |              | Principal  |
| Adan Rocha         | Miguel                                    |           |           |           |           |           |           |            |            |              |              | Principal  |
| Julia Roberts      | Ela mesma                                 |           |           |           |           |           |           |            |            |              | Participação |            |